# Kovanoluk
Kovanoluk ist ein Dorf im Landkreis Buldan der türkischen Provinz Denizli. Kovanoluk liegt etwa 59 km nordwestlich der Provinzhauptstadt Denizli und 11 km nordwestlich von Buldan. Kovanoluk hatte laut der letzten Volkszählung 227 Einwohner (Stand Ende Dezember 2010).